# اندری بیلوسوف
اندری بیلوسوف (اوکراینی: Белоусов Андрей Владимирович؛ زادهٔ ۱۴ ژانویهٔ ۱۹۷۲) بازیکن فوتبال اهل اتحاد جماهیر شوروی سوسیالیستی است.